# 사자의 서

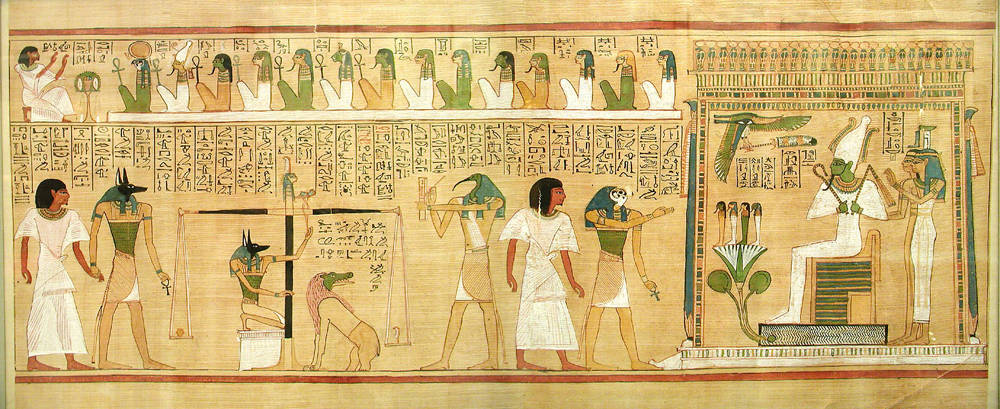
사자의 서

사자의 서(死者- 書, 영어: Book of the Dead)는 고대 이집트 시대 관 속의 미라와 함께 매장한 사후세계(死後世界)에 관한 안내서이다. 파피루스나 피혁에 교훈이나 주문(呪文) 등을 상형문자로 기록한 것이다.
고왕국 시대 왕은 내세에서도 최고신이 된다고 믿었기 때문에, 피라미드의 현실(玄室)과 벽에 주문과 부적을 새겼다. 이것을 피라미드 텍스트라고 한다. 중왕국 시대에는 귀족이나 부자의 관 속에 죽은 후의 행복에 관하여 기록한 '관구문(棺構文, 관구문)'이 쓰여졌다. 신왕국 시대에는 주문에 의지하여 내세의 행복한 생활을 얻으려 했으나, 현세에서 선행을 쌓지 않으면 내세에 갈 수 없다는 사상이 나타나 죽은 이에게 이 사실을 가르칠 문구를 파피루스에 표하여 관에 넣은 것이 사자의 서이다. 이는 고대 이집트의 내세관을 아는 데 귀중한 자료가 된다.

아니 파피루스를 바탕으로 한 이 상세한 장면은 아누비스 신이 정의와 지혜의 여신 마트의 깃털과 죽은 자의 심장을 저울에 달아 무게를 재는 모습을 보여준다. 신들의 서기관인 토트는 그 결과를 기록한다. 만약 심장과 깃털의 무게가 정확히 일치하면 죽은 자는 내세로 들어갈 수 있다. 그렇지 않으면 악어, 사자, 하마의 혼합 괴물인 암무트에게 심장이 먹히게 된다. 이와 같은 삽화는 이집트 사자의 서에서 흔히 볼 수 있는 삽화였다.

'책'을 의미하는 '서'(書, book)이라는 용어가 붙은 것에 대해, 약 1,000년에 걸쳐 많은 사제들이 작성했으며, 망자의 지하세계인 두아트를 통과하여 내세로 향하는 여정을 돕기 위한 여러 마법 주문으로 구성된 느슨한 텍스트 모음을 묘사하기에 가장 적절한 용어로 인정된다. 1842년, 이집트학자 카를 리하르트 렙시우스는 이 텍스트에 독일어 이름인 토텐부흐(Todtenbuch, 현대 표기 Totenbuch)를 붙였고, 이는 영어로 'Book of the Dead'로 번역되었다. 이 텍스트의 원래 이집트어 이름은 rw nw prt m hrw로 음역되며, 낮으로 나아가는 주문으로 번역된다.
망자의 관이나 매장실에 놓였던 사자의 서는 이전에 물체에 그려졌고 파피루스에 쓰이지 않았던 피라미드 텍스트와 관구문을 포함하는 장례 문헌 전통의 일부였다. 책에 포함된 일부 주문은 이러한 오래된 작품에서 가져온 것이며, 기원전 3천년기로 거슬러 올라간다. 다른 주문들은 이집트 역사 후기인 이집트 제3중간기 (기원전 11세기부터 7세기)에 작성되었다. 사자의 서를 구성하는 여러 주문들은 그들이 유래된 주문들처럼 계속해서 무덤 벽과 석관에 개별적으로 새겨졌다.
단일하거나 표준적인 사자의 서는 없었다. 현존하는 파피루스들은 다양한 종교 및 마법 텍스트를 포함하고 있으며, 삽화 또한 상당히 다양하다. 어떤 사람들은 내세로 나아가는 데 가장 중요하다고 생각하는 주문을 직접 선택하여 사자의 서 사본을 의뢰한 것으로 보인다. 사자의 서는 주로 상형문자나 신관문자로 파피루스 두루마리에 기록되었으며, 망자와 그들의 내세 여행을 묘사하는 삽화로 자주 장식되었다.
고대 이집트의 가장 훌륭한 현존하는 사자의 서는 아니 파피루스이다. 아니는 이집트 서기관이었다. 이 파피루스는 1888년 룩소르에서 불법 고대 유물을 거래하던 이집트인들에 의해 발견되었다. E. A. 월리스 버지는 그의 자서전 "나일과 티그리스 강을 따라"에서 1888년에 이를 입수했으며, 대영박물관으로 가져와 현재까지 보관되어 있다.

## 심장의 무게 달기 의식
심장 무게 달기 의식은 영혼, 카(Ka)가 사후세계인 두아트로 가기 위하여 받는 최후의 재판이다. 죽은 자의 심장을 큰 저울에 올려 정의와 지혜의 여신 마트의 깃털로 무게를 재는데, 심장이 마트의 깃털보다 무거울 경우 이승에서 많은 죄를 지었다 하여 괴물 암무트가 심장을 먹어버렸다. 심장을 잃으면 죽은 자의 영혼은 영원히 사후세계로 가지 못하고 이승을 떠돈다고 이집트 인들은 믿었다. 이것을 일종의 벌이라고 볼 수 있다. 반면에 심장과 이 깃털의 무게가 일치하면 죽은자의 영혼(카)은 다시 육체에 남아있는 바(Ba)와 만나 부활한다고 믿었다.
심장 무게 달기 의식의 재판 과정은 현재 형사소송 사법제도와 많은 유사성을 갖는다. 이 재판에서 죽음과 부활의 신 오시리스가 판결을 내리며, 지식과 달의 신인 토트가 서기를 본다. 죽음의 신 아누비스는 안내자를, 암무트는 집행관을, 파라오와 왕권을 상징하는 신 호루스는 죽은 자의 고백을 유도하는 일종의 검사 역할이다.

## 박물관 소장 유물
- 아니 파피루스, 대영박물관
- 후네페르 파피루스, 대영박물관
- 피네젬 2세 파피루스, 또는 "캠벨 파피루스", 대영박물관
- 카의 사자의 서, 카와 메리트의 무덤, 이탈리아 토리노 에지치오 박물관 (공식 웹사이트)
- 네헴-에스-라타위의 사자의 서, 독일 하노버 아우구스트 케스트너 박물관
- 아멘-엠-핫의 사자의 서, 로열 온타리오 박물관
- 케나의 사자의 서, 레이던 국립 고대 박물관
- 사자의 서 (시카고 미술관)
- 조셉 스미스 파피루스 (타셰릿민, 네페르-이르-네부, 아멘호테프의 사자의 서), 단편, 현대에 많이 파괴됨

## 발전

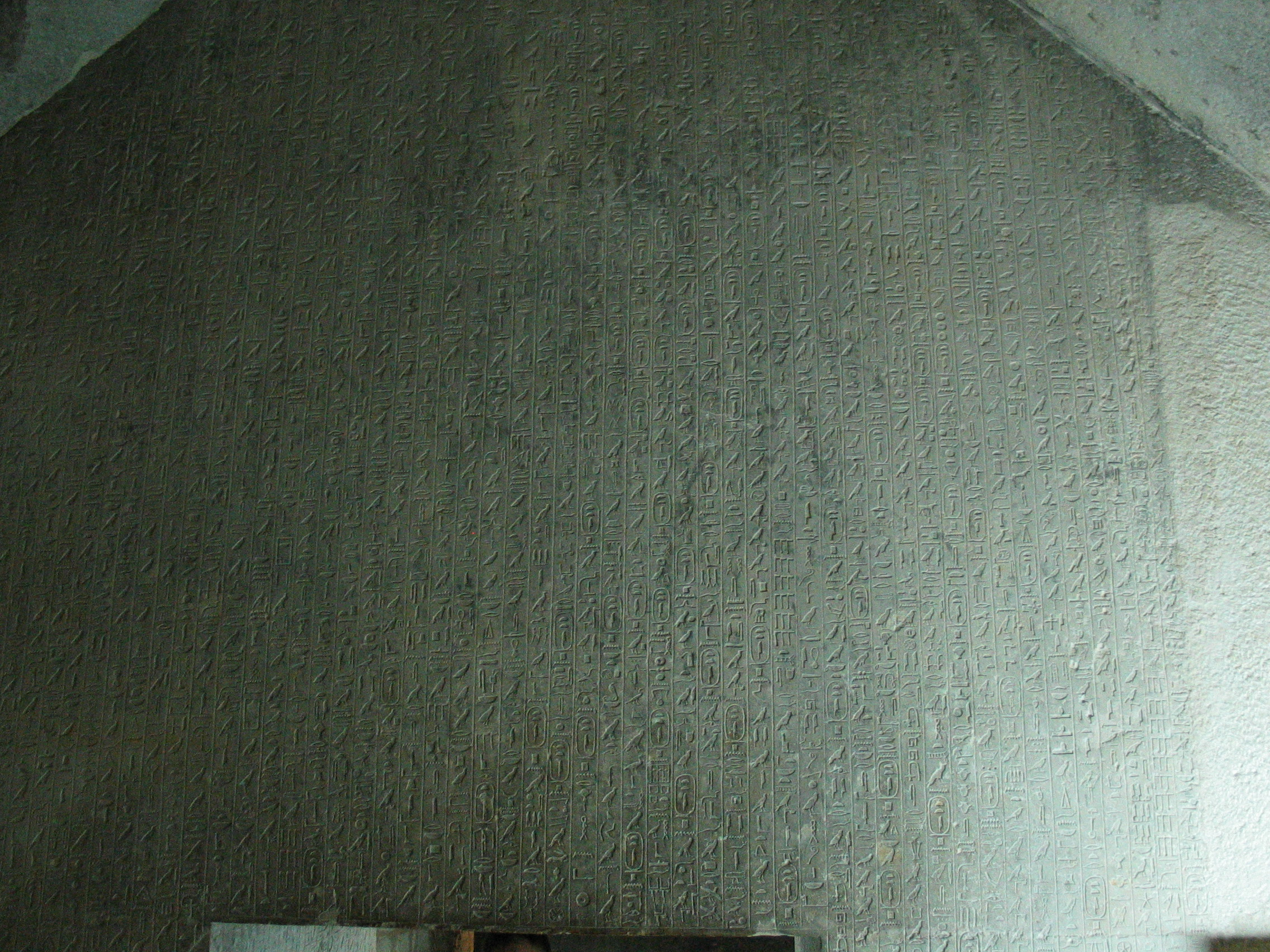
테티 왕의 무덤에 새겨진 피라미드 텍스트의 일부. 사자의 서의 전신이다.

사자의 서는 고왕국 시대로 거슬러 올라가는 장례 문서의 전통에서 발전했다. 최초의 장례 문서는 피라미드 텍스트로, 기원전 2400년경 이집트 제5왕조의 우나스 왕의 피라미드에서 처음 사용되었다. 이 텍스트들은 피라미드 내부의 매장실 벽에 새겨졌으며, 파라오(그리고 이집트 제6왕조부터는 왕비)만이 독점적으로 사용할 수 있었다. 피라미드 텍스트는 특이한 상형문자 양식으로 작성되었는데, 인간이나 동물을 나타내는 많은 상형문자는 불완전하게 남겨지거나 훼손된 형태로 그려졌는데, 이는 아마도 죽은 파라오에게 해를 끼치는 것을 막기 위함이었을 것이다.
피라미드 텍스트의 목적은 죽은 왕이 신들 사이에서 그의 위치를 차지하도록 돕는 것이었고, 특히 그의 신성한 아버지 라와 재결합하는 것이었다. 이 시기에는 내세가 사자의 서에 묘사된 지하세계가 아닌 하늘에 있는 것으로 여겨졌다. 고왕국 말기에는 피라미드 텍스트가 더 이상 왕실의 특권이 아니게 되었고, 지방 통치자와 다른 고위 관리들에게 채택되었다.
이집트 중왕국 시대에는 새로운 장례 문서인 관구문이 등장했다. 관구문은 새로운 언어 버전을 사용하고 새로운 주문을 포함했으며, 처음으로 삽화가 포함되었다. 관구문은 주로 관의 내부 표면에 쓰였지만, 때때로 무덤 벽이나 파피루스에서도 발견되었다. 관구문은 부유한 개인들에게도 제공되어 내세에 참여할 수 있는 사람들의 수가 크게 증가했는데, 이는 "내세의 민주화"로 묘사되었다.
사자의 서는 테베 (이집트)에서 이집트 제2중간기 초, 기원전 1700년경에 처음 발전했다. 사자의 서에 포함된 주문의 가장 초기의 알려진 출현은 이집트 제16왕조의 멘투호테프 왕비의 관에서 발견되는데, 새로운 주문들이 피라미드 텍스트와 관구문에서 알려진 오래된 텍스트들 사이에 포함되어 있었다. 이 시기에 도입된 일부 주문들은 더 오래된 기원을 주장하는데, 예를 들어 주문 30B의 주석은 멘카우레 왕의 통치 시기에 제데프호르 왕자가 발견했다고 명시하고 있는데, 이는 고고학 기록에 나타나기 수백 년 전의 일이다.
이집트 제17왕조에 이르러 사자의 서는 왕족뿐만 아니라 궁정 관리들과 다른 관리들에게도 널리 퍼졌다. 이 단계에서 주문은 일반적으로 죽은 자를 감싼 아마포 수의에 새겨졌지만, 때때로 관이나 파피루스에 쓰여진 채 발견되기도 했다.
이집트 신왕국은 사자의 서가 더욱 발전하고 확산되는 시기였다. 유명한 주문 125, '심장의 무게 달기 의식'은 하트셉수트와 투트모세 3세의 통치 시기인 기원전 1475년경에 처음 알려졌다. 이 시기부터 사자의 서는 일반적으로 파피루스 두루마리에 쓰였고, 텍스트는 삽화로 장식되었다. 특히 이집트 제19왕조에는 삽화가 화려해지는 경향이 있었는데, 때로는 주변 텍스트보다 더 강조되기도 했다.
이집트 제3중간기에 사자의 서는 전통적인 상형문자뿐만 아니라 신관문자로도 나타나기 시작했다. 신관문자 두루마리는 더 저렴한 버전으로, 초기에 단 하나의 삽화 외에는 삽화가 없었으며, 더 작은 파피루스에 제작되었다. 동시에 많은 매장에서는 암두아트와 같은 추가적인 장례 텍스트를 사용했다.

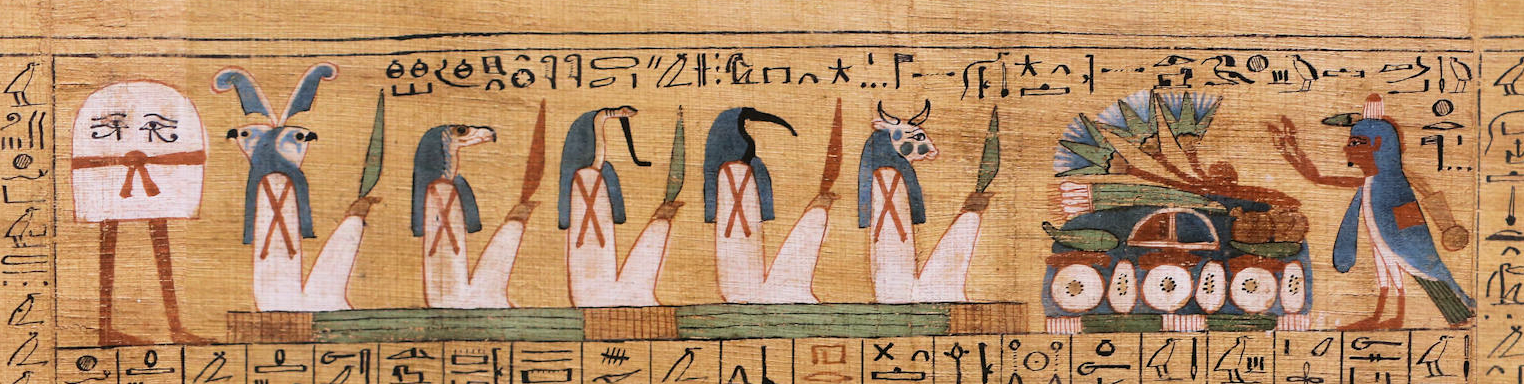
다양한 동물 머리를 가진 신들, 메제드는 맨 왼쪽에 보인다. 앙크헤펜콘수의 파피루스에 그려진 삽화이다.

이집트 제25왕조와 이집트 제26왕조 동안 사자의 서는 갱신, 개정, 표준화되었다. 주문들은 처음으로 일관성 있게 배열되고 번호가 매겨졌다. 이 표준화된 버전은 오늘날 사이테(제26왕조) 왕조의 이름을 따서 '사이테 개정본'으로 알려져 있다. 이집트 말기왕조와 프톨레마이오스 왕조 시대에 사자의 서는 사이테 개정본을 기반으로 계속되었지만, 프톨레마이오스 왕조 말기에는 점점 더 축약되었다. 호흡의 서와 '영원을 통과하는 서'를 포함한 새로운 장례 문서들이 등장했다. 사자의 서의 마지막 사용은 기원전 1세기였지만, 그로부터 파생된 일부 예술적 모티프는 로마 시대에도 여전히 사용되었다.

## 주문

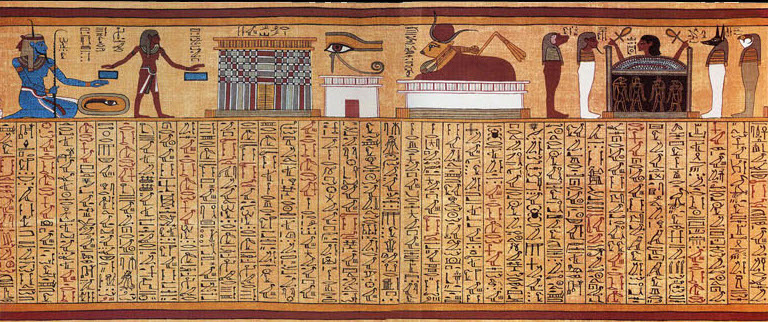
아니 파피루스의 신비로운 주문 17. 상단 삽화는 왼쪽부터 누 신을 원시 대양의 상징으로, 오시리스 영역으로 가는 문, 호루스의 눈, 천상의 암소 메헷-웨레트, 그리고 호루스의 아들들이 지키는 관에서 솟아오르는 사람의 머리를 보여준다.

사자의 서는 여러 개별 텍스트와 그에 수반되는 삽화로 구성된다. 대부분의 하위 텍스트는 r(ꜣ)라는 단어로 시작하는데, 이는 "입", "말", "주문", "발언", "주술" 또는 "책의 장"을 의미할 수 있다. 이러한 모호성은 의례적인 말과 마법적인 힘 사이의 이집트 사상의 유사성을 반영한다. 사자의 서의 맥락에서는 일반적으로 장 또는 주문으로 번역된다. 이 문서에서는 '주문'이라는 단어를 사용한다.
현재 약 192개의 주문이 알려져 있지만, 단일 원고에 이 모든 주문이 포함된 경우는 없다. 이 주문들은 다양한 목적을 수행했다. 일부는 망자에게 내세에서 신비로운 지식을 주거나, 신들과 자신을 동일시하도록 의도되었다. 예를 들어, 주문 17은 아툼 신에 대한 모호하고 긴 설명이다. 다른 주문들은 죽은 자의 존재의 여러 요소가 보존되고 재결합되도록 보장하고, 망자가 주변 세계를 제어할 수 있도록 하는 주술이다. 또 다른 주문들은 망자를 다양한 적대적인 세력으로부터 보호하거나, 지하세계를 통과하며 다양한 장애물을 넘어서도록 안내한다. 유명하게도 두 주문은 심장의 무게 달기 의식에서 망자의 심판을 다룬다.
주문 26-30, 그리고 때로는 주문 6과 126은 심장과 관련이 있으며 스카라브에 새겨졌다.
사자의 서의 텍스트와 이미지는 마법적이면서 동시에 종교적이었다. 마법은 신들에게 기도하는 것만큼이나 정당한 행위였으며, 심지어 마법이 신들 자신을 통제하는 것을 목표로 할 때도 마찬가지였다. 실제로 고대 이집트인들에게 마법적 관행과 종교적 관행 사이에는 거의 구분이 없었다. 마법의 개념(헤카) 또한 구어와 문어와 밀접하게 연관되어 있었다. 의례적인 문구를 말하는 행위는 창조 행위였다. 어떤 의미에서는 행동과 말이 동일한 것이었다. 단어의 마법적 힘은 쓰인 단어에까지 확장되었다. 상형문자는 토트 신이 발명했다고 여겨졌으며, 상형문자 자체도 강력했다. 쓰인 단어는 주문의 모든 힘을 전달했다. 이는 텍스트가 축약되거나 생략되었을 때도 마찬가지였는데, 특히 동반되는 이미지가 있을 경우 후기 사자의 서 두루마리에서 자주 발생했다. 이집트인들은 또한 어떤 것의 이름을 아는 것이 그것에 대한 힘을 준다고 믿었다. 따라서 사자의 서는 소유자에게 내세에서 만날 많은 존재들의 신비로운 이름을 알려주어 그들에 대한 힘을 부여했다.

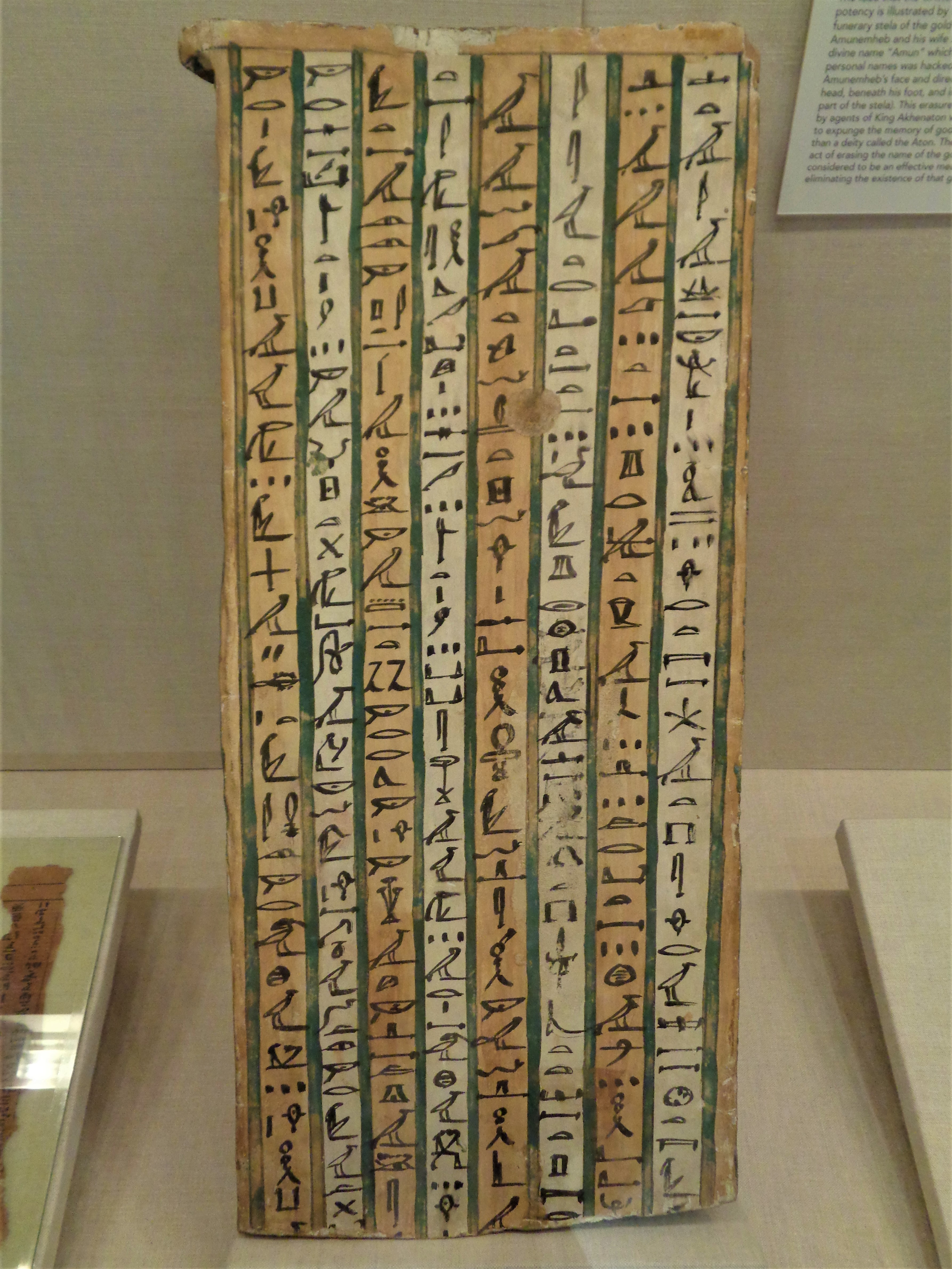
이집트 사자의 서, 관 조각에 그려짐 (기원전 747–656년): 주문 79 (영혼을 몸에 붙이는 주문); 주문 80 (두서없는 말을 막는 주문)

사자의 서의 주문들은 다른 이집트 생활 분야에서도 볼 수 있는 여러 마법적 기술을 사용했다. 여러 주문들은 주구에 관한 것으로, 망자를 해악으로부터 보호했을 것이다. 사자의 서 파피루스에 표현되는 것 외에도, 이러한 주문들은 미라를 감싸는 포장재에 감겨진 주구에도 나타났다. 일상 마법은 수많은 주구를 사용했다. 머리 받침대와 같이 무덤에서 시신과 직접 접촉하는 다른 물건들도 주술적 가치를 지닌 것으로 여겨졌다. 여러 주문들은 침의 마법적인 치유력에 대한 이집트의 믿음도 언급한다.

### 구성
거의 모든 사자의 서는 독특했으며, 사용 가능한 텍스트 모음에서 가져온 주문들이 서로 다르게 조합되어 있었다. 사자의 서 역사 대부분 동안 정해진 순서나 구조는 없었다. 사실, 폴 바르게트가 1967년 텍스트 간의 공통 주제에 대한 "선구적인 연구"를 하기 전까지는 이집트학자들은 내부 구조가 전혀 없다고 결론 내렸다. 이집트 제26왕조인 사이테 시대부터 비로소 정해진 순서가 나타난다.
사이테 시대의 사자의 서는 장들을 네 부분으로 구성하는 경향이 있다.
- 1–16장: 죽은 자가 무덤에 들어가 지하세계로 내려가며, 육체는 움직임과 언어 능력을 되찾는다.
- 17–63장: 신들과 장소의 신화적 기원에 대한 설명. 죽은 자는 다시 살아나 새벽 태양과 함께 다시 태어나도록 만들어진다.
- 64–129장: 죽은 자는 축복받은 영혼 중 하나로 태양 바르크를 타고 하늘을 가로지른다. 저녁에는 지하세계로 가서 오시리스 앞에 나타난다.
- 130–189장: 사자의 서 소유자는 정당성을 인정받아 신들 중 하나로서 우주에서 힘을 행사한다. 이 부분에는 보호 주구, 음식 제공, 중요한 장소에 대한 다양한 장도 포함된다.[26]

## 이집트의 죽음과 내세 개념

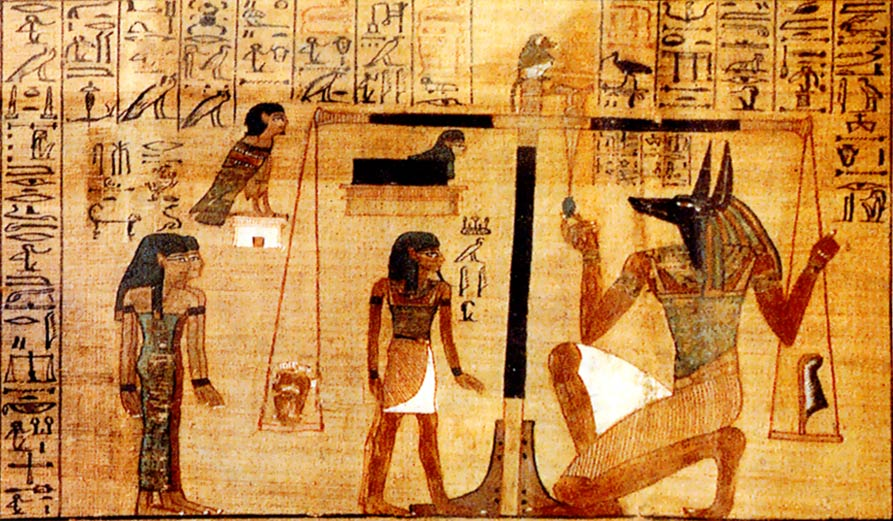
아니 파피루스의 삽화, 주문 30B에서 따온 것으로, 신들의 영역에서 아니의 심장이 자신을 거스르지 않도록 하는 주문이며, 죽은 자의 바를 묘사한다.

사자의 서에 나오는 주문들은 죽음과 내세의 본질에 대한 이집트의 믿음을 묘사한다. 사자의 서는 이 분야에서 이집트의 믿음에 대한 중요한 정보원이다.

### 보존
죽음의 한 측면은 셰페루(kheperu), 즉 다양한 존재 방식의 해체였다. 장례 의식은 이러한 존재의 다양한 측면을 재통합하는 역할을 했다. 미라는 육체를 보존하고 신성한 측면을 지닌 이상화된 형태인 사(sah)로 변형시키는 역할을 했다. 사자의 서에는 망자의 시신을 보존하기 위한 주문이 포함되어 있었으며, 이는 미라화 과정에서 낭송되었을 수도 있다. 지능과 기억을 포함하는 존재의 측면으로 여겨졌던 심장 또한 주문으로 보호되었으며, 물리적 심장에 무슨 일이 생길 경우를 대비하여 심장 스카라브를 시신과 함께 매장하여 대체품을 제공하는 것이 일반적이었다. 생명력인 카(ka)는 죽은 시신과 함께 무덤에 남아 있었고, 음식, 물, 향의 봉헌을 통해 영양분을 필요로 했다. 사제나 친척들이 이러한 봉헌을 제공하지 못할 경우, 주문 105는 카가 만족하도록 보장했다. 죽은 자의 개성을 구성하고 그들의 지속적인 존재를 위해 필수적이었던 망자의 이름은 사자의 서 전체에 여러 곳에 기록되어 있었으며, 주문 25는 망자가 자신의 이름을 기억하도록 보장했다. 바(ba)는 죽은 자의 자유롭게 돌아다니는 영혼의 측면이었다. 사람 머리를 가진 새로 묘사되는 바는 무덤에서 세상으로 "낮에 나아갈" 수 있었으며, 주문 61과 89는 바를 보존하는 역할을 했다. 마지막으로, 망자의 그림자(shut)는 주문 91, 92, 188에 의해 보존되었다. 이 모든 측면이 다양하게 보존되고, 기억되고, 만족될 수 있다면 죽은 자는 아흐(akh)의 형태로 살아남을 것이다. 아흐는 신들과 함께 거주하는 마법적인 힘을 지닌 축복받은 영혼이었다.

### 내세
죽은 자들이 누리는 내세의 본질은 고대 이집트 종교 내의 다양한 전통 때문에 정의하기 어렵다. 사자의 서에서 죽은 자들은 지하 두아트에 갇혀 있던 오시리스 신의 면전으로 인도되었다. 또한 죽은 자의 바 또는 아흐가 태양 바르크를 타고 하늘을 여행하는 라와 합류하여 아펩을 물리치는 것을 돕는 주문들도 있다. 신들과 합류하는 것 외에도, 사자의 서는 죽은 자들이 현실 세계의 낙원 같은 모습인 '갈대밭'에서 살아가는 모습을 묘사한다. 갈대밭은 이집트 생활 방식의 풍요롭고 풍성한 버전으로 묘사된다. 들판, 곡물, 소, 사람, 수로가 있다. 죽은 자는 엔네아드라는 신들의 집단과 부모를 만나는 것으로 묘사된다. 갈대밭의 묘사는 쾌적하고 풍성하지만, 육체 노동이 필요하다는 점도 분명하다. 이러한 이유로 매장에는 샤브티, 또는 후에는 우샤브티라는 여러 작은 조각상이 포함되었다. 이 조각상에는 사자의 서에도 포함된 주문이 새겨져 있었는데, 이는 내세에서 주인의 의무가 될 수 있는 모든 육체 노동을 수행하도록 요구하는 것이었다. 또한 죽은 자들이 신들이 사는 곳으로 갈 뿐만 아니라 스스로 신성한 특성을 획득한다는 점도 분명하다. 여러 경우에 사자의 서에서는 죽은 자가 "오시리스 – [이름]"으로 언급된다.

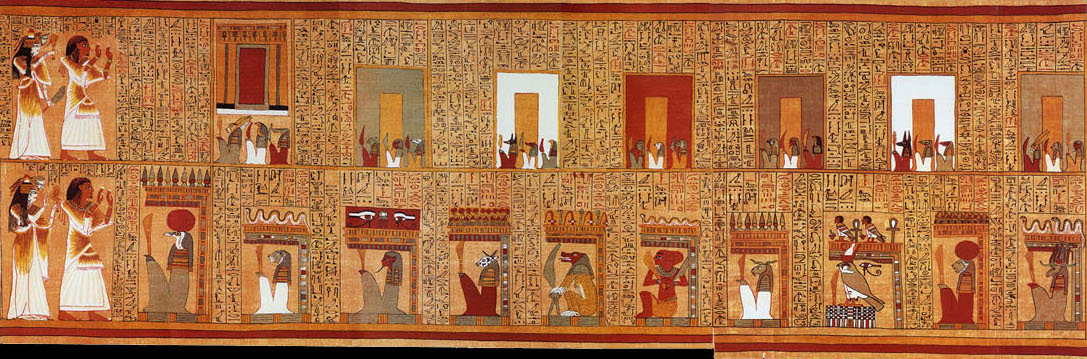
두 개의 '문 주문'. 위쪽에는 아니와 그의 아내가 '오시리스의 집의 일곱 문'을 마주하고 있다. 아래쪽에는 그들이 갈대밭에 있는 '오시리스의 집의 21개 신비한 문' 중 열 개를 만난다. 이 모든 문들은 불쾌한 수호자들에 의해 지켜진다.

사자의 서에 제시된 내세로 가는 길은 험난했다. 망자는 일련의 문, 동굴, 그리고 초자연적인 존재들이 지키는 언덕을 통과해야 했다. 이 무시무시한 존재들은 거대한 칼로 무장하고 있었으며, 일반적으로 동물 머리나 다양한 사나운 짐승의 조합을 가진 인간 형상으로 기괴하게 묘사되었다. 그들의 이름—예를 들어 "뱀을 먹고 사는 자" 또는 "피 속에서 춤추는 자"—또한 기괴하다. 이러한 존재들은 사자의 서에 포함된 적절한 주문을 낭송하여 진정시켜야 했다. 일단 진정되면 더 이상 위협이 되지 않았고, 심지어 죽은 자에게 보호를 제공할 수도 있었다. 또 다른 종류의 초자연적인 존재는 오시리스를 대신하여 불의한 자들을 죽이는 '살해자'들이었다. 사자의 서는 소유자가 그들의 관심을 피할 수 있도록 장비시켰다. 이러한 초자연적인 존재들 외에도 악어, 뱀, 딱정벌레를 포함한 자연적 또는 초자연적 동물들로부터의 위협도 있었다.

### 심판

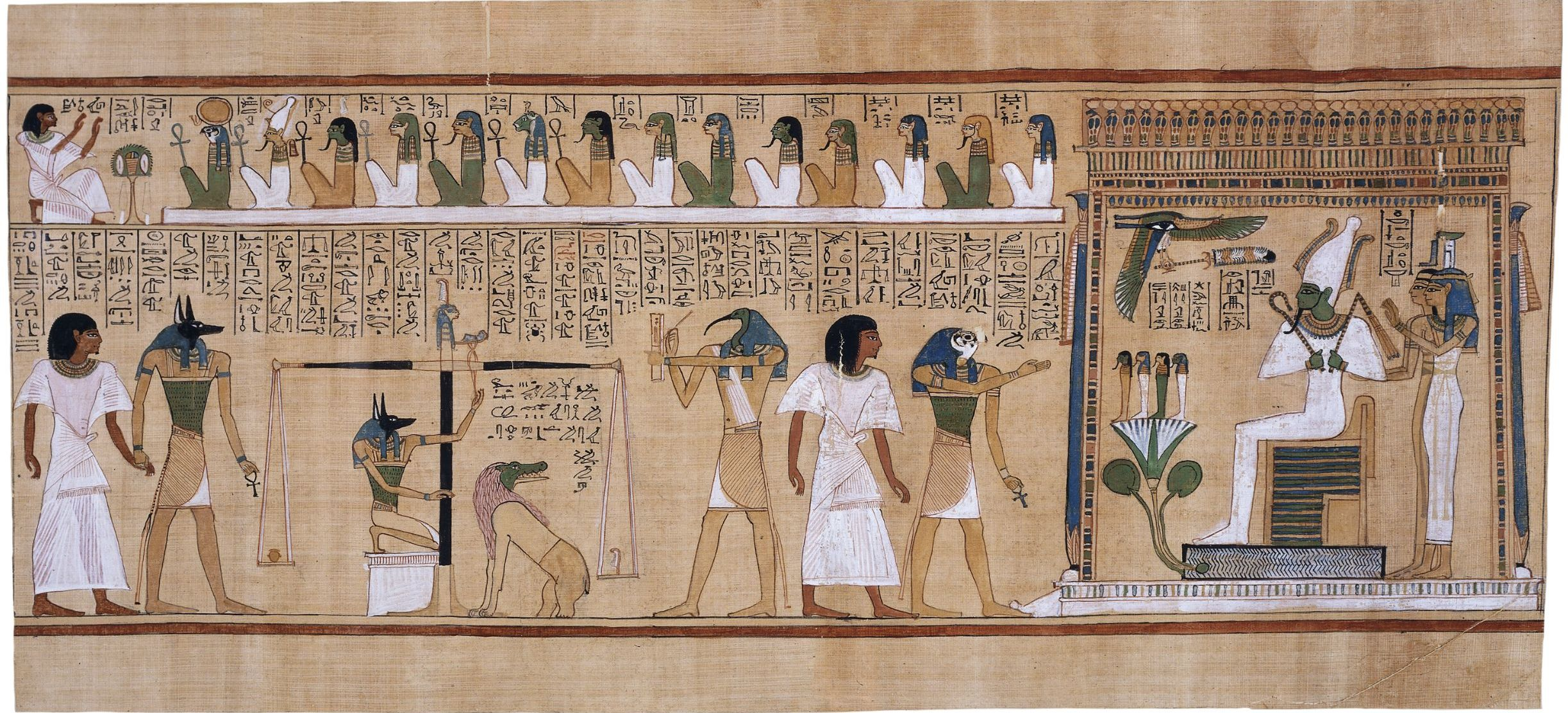
후네페르 파피루스에 묘사된 심장의 무게 달기 의식 (이집트 제19왕조, 기원전 1300년경)

죽은 자의 첫 번째 과제는 평생 동안 저지르지 않은 죄들을 암송하면서 마트의 42명의 평가자 각각에게 이름을 정확히 말하는 것이었다. 이 과정을 통해 죽은 자는 각 심판관의 이름 또는 렌(Ren)을 알고 있음을 증명하고, 자신이 순수하고 죄가 없음을 확립할 수 있었다.

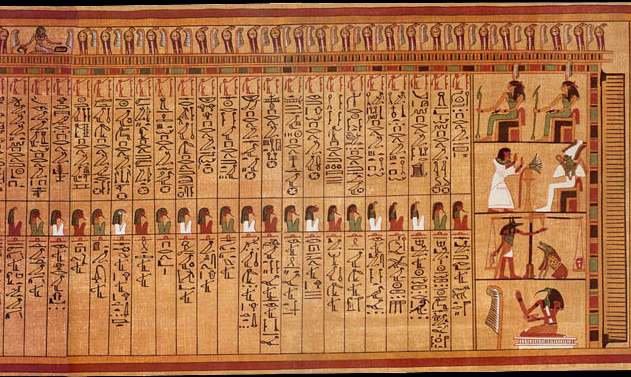
아니 파피루스: 마트의 42명의 평가자 중 일부가 앉아있는 작은 모습으로 보인다.

두아트의 모든 장애물을 통과할 수 있다면, 망자는 주문 125에 묘사된 "심장의 무게 달기 의식"에서 심판을 받게 된다. 망자는 아누비스 신에 의해 오시리스 앞으로 인도되었다. 그곳에서 망자는 "부정 고백"으로 알려진 텍스트를 낭송하며 42가지 죄 목록 중에서 아무 죄도 저지르지 않았다고 맹세했다. 그런 다음 망자의 심장은 저울에 달아 진리와 정의를 구현하는 여신 마트와 비교되었다. 마트는 종종 타조 깃털로 표현되었는데, 이는 그녀의 이름의 상형문자 기호였다. 이 시점에서 망자의 심장이 살아생전 저지른 죄를 증언할 위험이 있었고, 주문 30B는 이러한 상황을 막는 역할을 했다. 저울이 균형을 이루면 망자가 선한 삶을 살았다는 것을 의미했다. 아누비스는 그들을 오시리스에게 데려갔고 그들은 내세에서 자신의 자리를 찾게 되어 "마아-케루(maa-kheru)" 즉 "정당성을 인정받은 자" 또는 "진실된 목소리를 가진 자"가 되었다. 만약 심장이 마트와 균형을 이루지 못하면, "파괴자"라고 불리는 또 다른 무시무시한 짐승인 암무트가 심장을 먹어치울 준비를 하고 있었고, 망자의 내세는 조기에 다소 불쾌하게 끝이 났다.
이 장면은 생생함뿐만 아니라 사자의 서에서 명시적인 도덕적 내용을 담고 있는 몇 안 되는 부분 중 하나라는 점에서 주목할 만하다. 죽은 자의 심판과 부정 고백은 이집트 사회를 지배했던 관습적인 도덕률을 나타낸다. 부정 고백에서 모든 "나는 ~하지 않았다..."는 말은 표현되지 않은 "너는 ~하지 말라"로 읽을 수 있다. 유대교와 기독교 윤리의 십계명이 신성한 계시로 정해진 행동 규칙인 반면, 부정 고백은 일상적인 도덕을 신이 집행하는 것에 가깝다. 이집트학자들 사이에서는 부정 고백이 내세로 나아가기 위해 윤리적 순수성이 필수적이라는 도덕적 절대성을 얼마나 나타내는가에 대해 의견이 분분하다. 존 테일러는 주문 30B와 125의 표현이 도덕에 대한 실용적인 접근 방식을 시사한다고 지적한다. 심장이 불편한 진실로 자신을 반박하는 것을 막음으로써, 망자는 설령 그의 삶이 전적으로 순수하지 않았더라도 내세에 들어갈 수 있었던 것처럼 보인다. 오그덴 괴헬렛은 "모범적이고 도덕적인 삶이 없이는 내세에서 성공할 희망이 없었다"고 말하는 반면, 제럴딘 핀치는 부정 고백이 본질적으로 악마로부터 보호하는 주문과 유사하며, 심장 무게 달기 의식의 성공은 망자의 도덕적 행동보다는 심판관들의 참된 이름에 대한 신비로운 지식에 달려 있었다고 제안한다.

## 사자의 서 제작

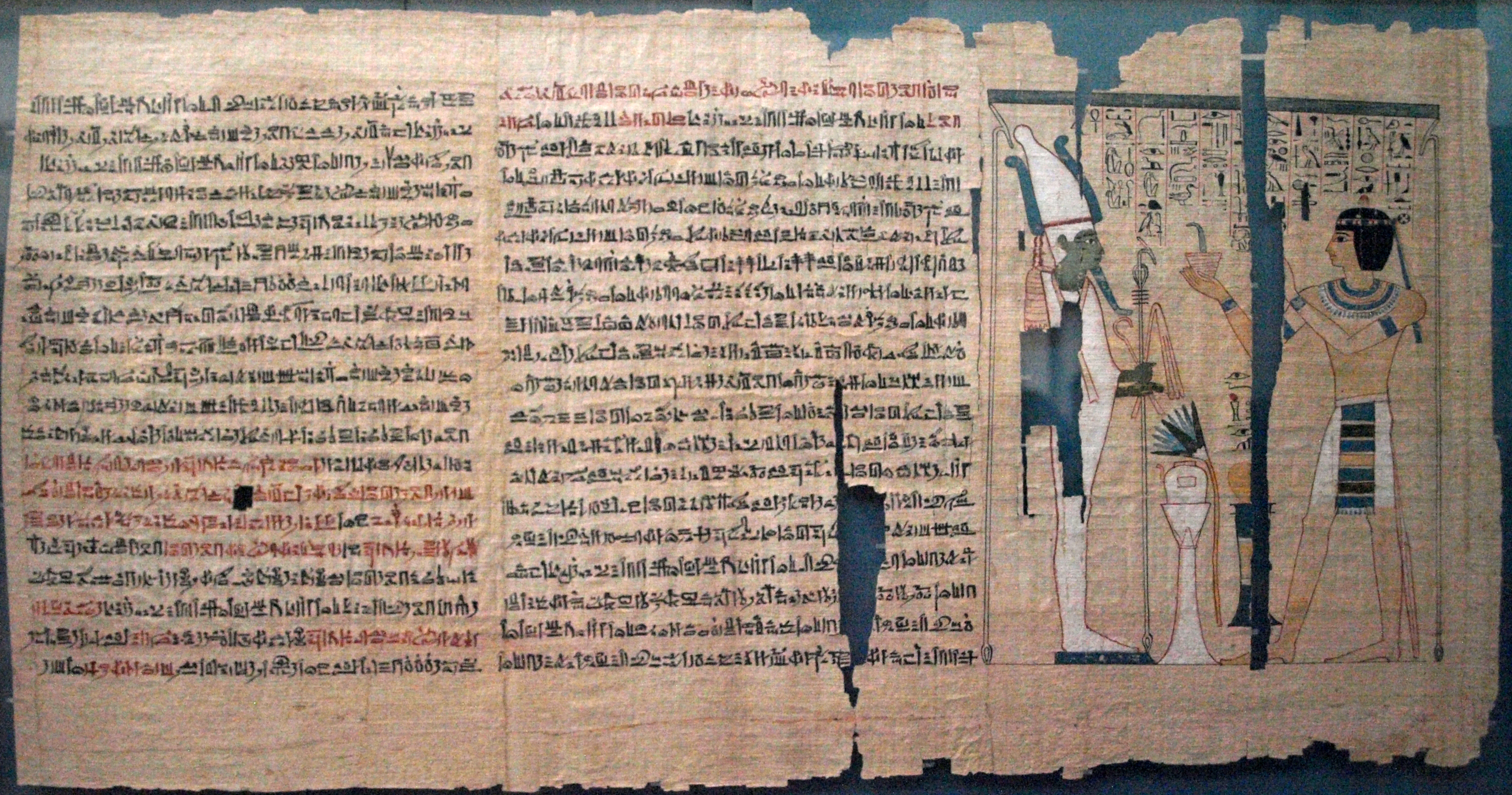
피네젬 2세 파피루스의 일부. 텍스트는 신관문자이며, 삽화 속 상형문자는 예외이다. 붉은색 안료의 사용과 파피루스 시트 사이의 연결 부분도 볼 수 있다.

사자의 서는 서기관들이 주문을 받아 제작했다. 사람들은 자신의 장례식을 준비하거나 최근 사망한 친척의 장례식을 위해 의뢰했다. 사자의 서는 비싼 품목이었다. 한 자료에 따르면 사자의 서 두루마리 가격은 1 데벤의 은으로, 이는 노동자 연봉의 절반에 해당할 수 있었다. 파피루스 자체도 분명히 값비쌌기 때문에, 일상 문서에서 재활용되어 팔림프세스트가 된 경우가 많다. 한 경우에는 사자의 서가 중고 파피루스에 쓰이기도 했다.
사자의 서 소유자는 대부분 사회 엘리트층이었던 것으로 보인다. 처음에는 왕실 가족에게만 국한되었지만, 이후 파피루스는 서기관, 사제, 관리의 무덤에서 발견된다. 대부분의 소유자는 남성이었으며, 일반적으로 삽화에는 소유자의 아내도 포함되었다. 사자의 서 역사 초기에는 남성 소유 사본이 여성 소유 사본보다 약 10배 많았다. 그러나 제3중간기에는 남성 소유 사본 1개당 여성 소유 사본 2개로 바뀌었고, 후기 및 프톨레마이오스 시대의 신관문자 파피루스의 약 3분의 1은 여성 소유였다.

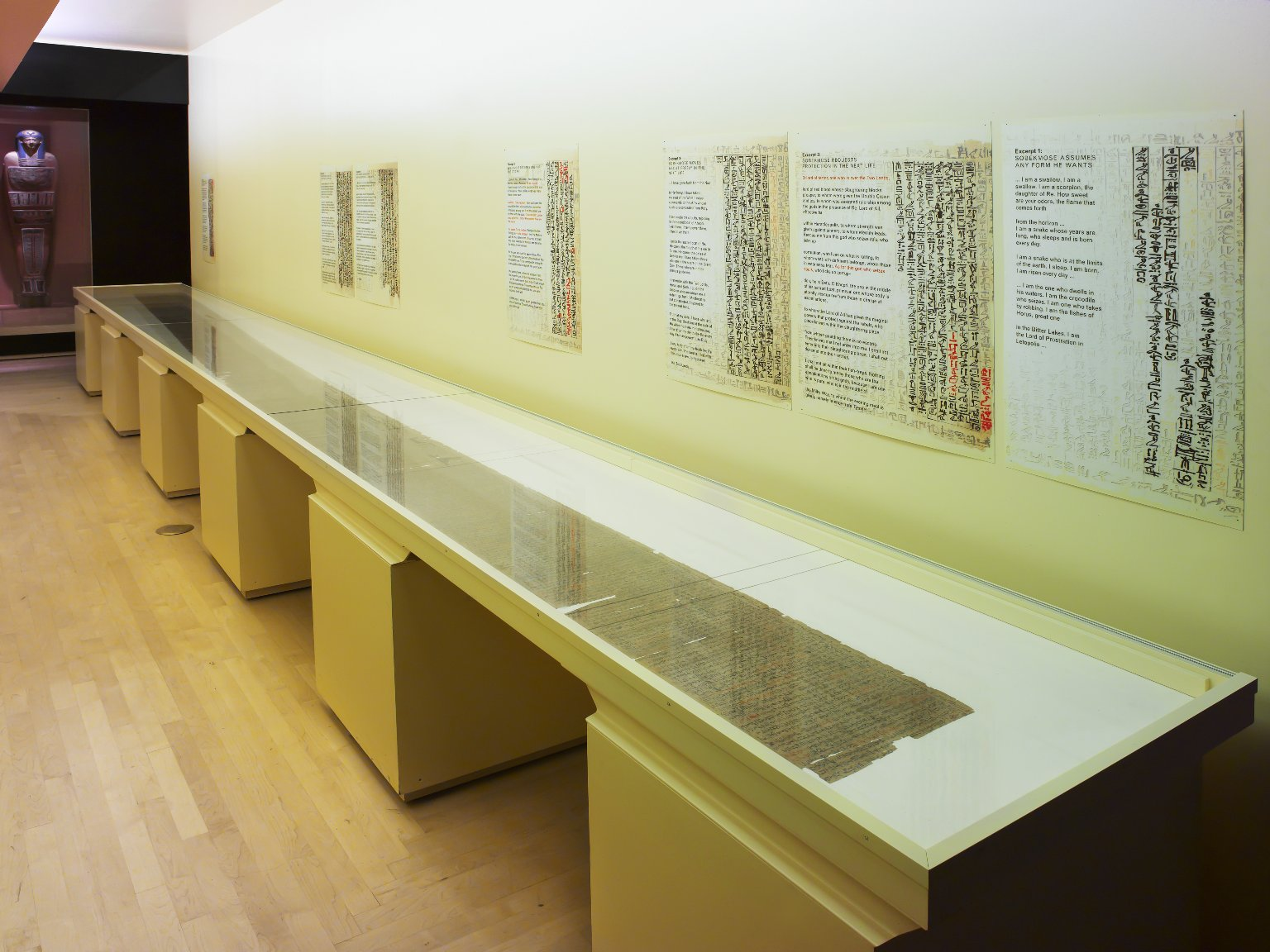
아문의 금세공사 소베크모세의 사자의 서, 미라의 방, 31.1777e, 브루클린 미술관

사자의 서의 크기는 매우 다양할 수 있었다. 가장 긴 것은 길이가 40m에 달하며, 어떤 것은 1m에 불과하다. 이들은 여러 장의 파피루스를 이어 붙여 만들었는데, 개별 파피루스의 너비는 15cm에서 45cm까지 다양했다. 사자의 서 파피루스를 작업하는 서기관들은 더 평범한 텍스트를 작업하는 서기관들보다 더 세심하게 작업했다. 텍스트가 여백 안에 틀에 박히도록 하고, 시트 사이의 이음새에 글을 쓰지 않도록 주의를 기울였다. "페렛 엠 헤루(peret em heru)" 또는 "낮으로 나아가는"이라는 단어는 때때로 바깥쪽 여백의 뒷면에 나타나는데, 아마도 라벨 역할을 했을 것이다.

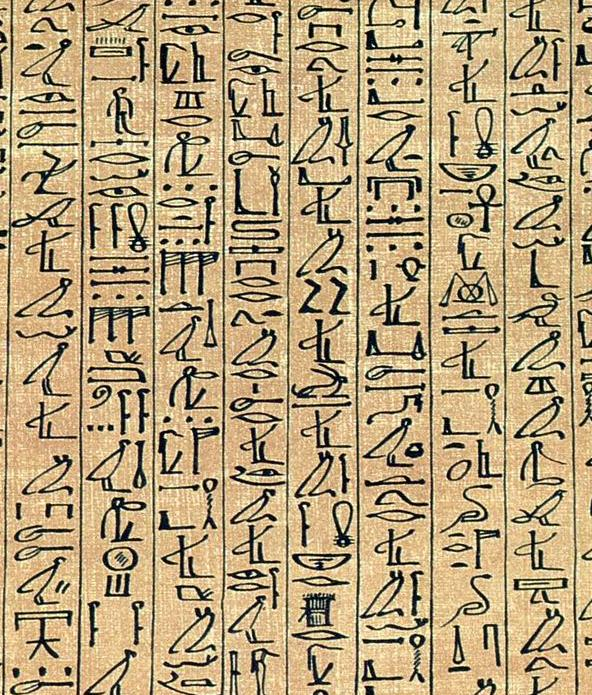
아니 파피루스의 근접 촬영, 텍스트의 흘림 상형문자를 보여줌

책은 종종 장례식 워크숍에서 미리 제작되었으며, 나중에 망자의 이름을 쓸 공간이 비워져 있었다. 예를 들어, 아니 파피루스에서 "아니"라는 이름은 기둥의 상단 또는 하단에 나타나거나, 텍스트 블록의 화자로서 그를 소개하는 표제 다음에 바로 나타난다. 이 이름은 원고의 나머지 부분과 다른 필체로 쓰여 있으며, 일부 경우에는 철자가 틀렸거나 완전히 생략되기도 했다.
이집트 신왕국 시대의 사자의 서는 일반적으로 흘림 상형문자로 쓰여졌으며, 대부분은 왼쪽에서 오른쪽으로 쓰였지만 때로는 오른쪽에서 왼쪽으로도 쓰였다. 상형문자는 검은색 선으로 구분된 열에 배치되었는데, 이는 상형문자가 무덤 벽이나 기념물에 새겨질 때 사용된 배열과 유사하다. 삽화는 텍스트 열의 위, 아래 또는 사이에 프레임 안에 배치되었다. 가장 큰 삽화는 파피루스 한 페이지 전체를 차지했다.
이집트 제21왕조 이후로는 신관문자로 된 사자의 서가 더 많이 발견된다. 서체는 신왕국 시대의 다른 신관문자 원고들과 유사하며, 텍스트는 넓은 열에 걸쳐 가로줄로 쓰여진다(종종 열 크기는 두루마리가 만들어진 파피루스 시트의 크기와 일치한다). 때때로 신관문자 사자의 서에는 상형문자로 된 설명이 포함되기도 한다.
사자의 서의 텍스트는 상형문자든 신관문자든 상관없이 검은색과 붉은색 잉크로 쓰였다. 대부분의 텍스트는 검은색이었고, 붉은색 잉크는 주문의 제목, 주문의 시작 및 끝 부분, 의식에서 주문을 올바르게 수행하기 위한 지침, 그리고 아펩과 같은 위험한 생물의 이름을 쓰는 데 사용되었다. 사용된 검은색 잉크는 탄소 기반이었고, 붉은색 잉크는 황토색 기반이었으며, 둘 다 물과 섞였다.
사자의 서를 삽화하는 데 사용된 삽화의 스타일과 특성은 매우 다양하다. 일부는 호화로운 채색 삽화와 심지어 금박을 사용하기도 한다. 다른 삽화들은 선 그림만 포함하거나, 시작 부분에 간단한 삽화 하나만 포함한다.
사자의 서 파피루스는 종종 여러 서기관과 예술가의 작업이 말 그대로 이어 붙여진 것이었다. 보통 하나의 원고에서 하나 이상의 서기관의 스타일을 식별할 수 있으며, 이는 짧은 원고에서도 마찬가지이다. 텍스트와 삽화는 다른 서기관들이 제작했다. 텍스트는 완성되었지만 삽화는 비어있는 사자의 서도 여러 권 있다.

## 발견, 번역, 해석 및 보존

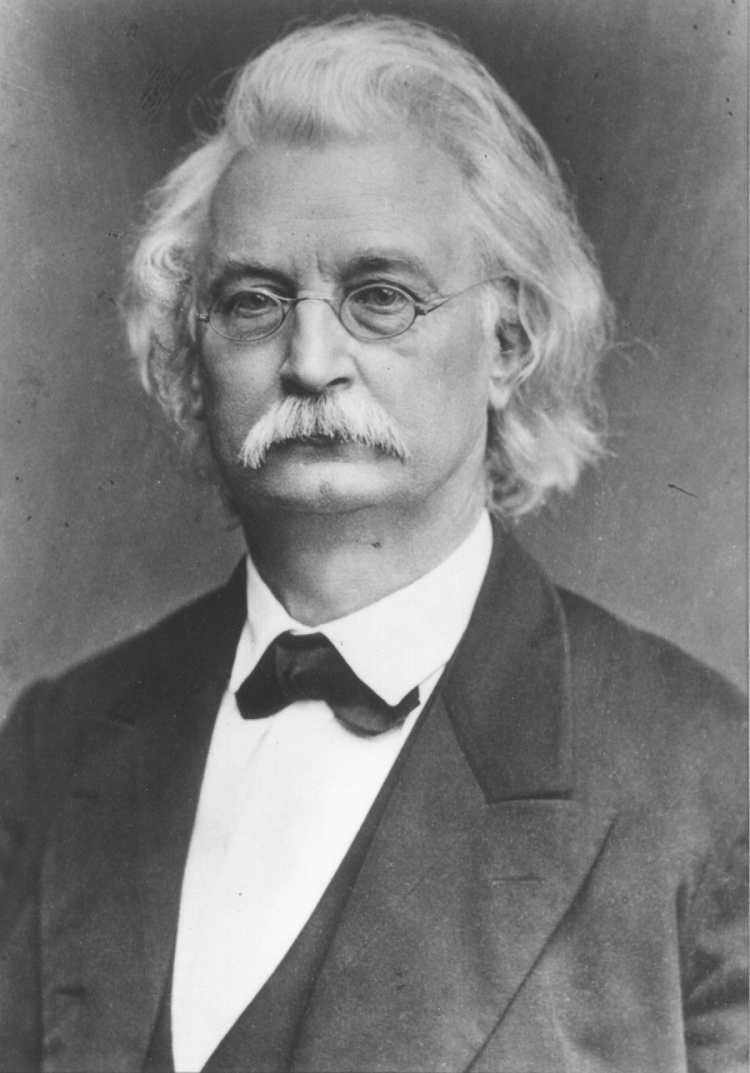
카를 리하르트 렙시우스, 완전한 사자의 서 원고의 첫 번째 번역가

사자의 서의 존재는 그 내용이 이해되기 훨씬 전인 중세부터 알려져 있었다. 무덤에서 발견되었기 때문에 종교적인 문서임이 분명했으며, 이는 사자의 서가 성경이나 쿠란과 동등하다는 널리 퍼진 오해를 낳았다.
1842년 카를 리하르트 렙시우스는 프톨레마이오스 왕조 이집트의 역사 시대의 원고를 번역하여 "사자의 서"(das Todtenbuch)라는 이름을 붙였다. 그는 또한 여전히 사용되고 있는 주문 번호 시스템을 도입하여 165가지의 다른 주문을 식별했다. 렙시우스는 모든 관련 원고를 활용하여 사자의 서의 비교판을 만들자는 아이디어를 제안했다. 이 프로젝트는 1875년부터 시작하여 1886년에 완성되었으며, 에두아르 나빌이 수행했다. 그는 186가지 주문 각각에 대한 삽화 선택, 각 주문 텍스트의 더 중요한 변형, 그리고 주석을 포함하는 3권짜리 저작을 만들었다. 1867년 대영박물관의 새뮤얼 버치는 최초의 광범위한 영어 번역본을 출판했다. 1876년에는 네브세니 파피루스의 사진 복사본을 출판했다.
새뮤얼 버치의 후계자인 대영박물관의 E. A. 월리스 버지의 저작은 그의 상형문자 판본과 아니 파피루스의 영어 번역본 모두 여전히 널리 유통되고 있지만, 후자는 현재 부정확하고 시대에 뒤떨어진 것으로 간주된다. 최근의 영어 번역본은 토마스 조지 앨런(1974)과 레이먼드 O. 포크너(1972)에 의해 출판되었다. 사자의 서에 대한 연구가 더 많이 진행되면서, 더 많은 주문이 확인되었고, 현재 총 192개에 달한다.
1970년대에 본 대학교의 우르술라 뢰슬러-쾰러는 사자의 서 텍스트의 역사를 발전시키기 위한 연구 그룹을 시작했다. 2004년에 이 그룹은 독일 과학 예술 아카데미의 후원 아래 노르트라인-베스트팔렌 주와 독일 연구 재단의 후원을 받았다. 오늘날 '사자의 서 프로젝트'라고 불리는 이 그룹은 사자의 서 텍스트 코퍼스에서 현존하는 사본 및 단편의 80%를 포괄하는 문서 및 사진 데이터베이스를 유지하고 이집트학자들에게 최신 서비스를 제공한다. 이 프로젝트는 본 대학교에 소장되어 있으며, 많은 자료가 온라인에서 이용 가능하다. 제휴 학자들은 모노그래프 연구 시리즈인 '알트이집트 토텐부흐 연구(Studien zum Altägyptischen Totenbuch)'와 원고 자체를 출판하는 시리즈인 '알트이집트 토텐부흐 원고(Handschriften des Altägyptischen Totenbuches)'를 저술하고 있다. 두 시리즈 모두 하라쇼비츠 출판사에서 인쇄되고 있다. 오리엔트 출판사는 분석, 통합 비교, 텍스트 비평에 중점을 둔 관련 모노그래프 시리즈 '토텐부흐텍스테(Totenbuchtexte)'를 발행했다.
사자의 서에 대한 연구는 항상 매우 긴 상형문자 텍스트를 복사해야 하는 기술적인 어려움을 안고 있었다. 처음에는 트레이싱 페이퍼나 카메라 루시다의 도움을 받아 손으로 복사했다. 19세기 중반에는 상형문자 글꼴이 개발되어 원고의 석판 인쇄 복제가 더욱 실용화되었다. 오늘날에는 상형문자를 데스크톱 출판 소프트웨어로 렌더링할 수 있으며, 이는 디지털 인쇄 기술과 결합하여 사자의 서 출판 비용을 상당히 절감할 수 있음을 의미한다. 그러나 전 세계 박물관에 소장된 매우 많은 양의 원본 자료는 아직 출판되지 않았다.
2023년, 고대 유물부는 조세르의 계단 피라미드 근처의 관에서 16미터 길이의 파피루스에 사자의 서 일부가 발견되었다고 발표했다. 이 두루마리는 현재 무스타파 와지리의 이름을 따서 와지리 파피루스 I로 알려져 있다.

### 연대
- 기원전 3150년경 – 아비도스에 매장된 한 왕의 무덤(U-j)에 있는 작은 명판에서 최초의 보존된 상형문자 발견
- 기원전 3000년경 – 고대 이집트 왕조 시대 시작
- 기원전 2345년경 – 우나스 왕의 피라미드에 사자의 서의 궁극적인 기원이 된 장례 문학의 전신인 피라미드 텍스트가 새겨진 최초의 왕실 피라미드
- 기원전 2100년경 – 피라미드 텍스트에서 발전하여 한동안 평민의 관에 그려졌던 최초의 관구문. 사자의 서의 많은 주문은 이들로부터 밀접하게 파생됨
- 기원전 1600년경 – 신왕국 왕들의 조상인 멘투호테프 왕비의 관에서 발견된 가장 초기의 사자의 서 주문
- 기원전 1550년경 – 이 시기부터 신왕국 시대 초까지 무덤 벽에 주문을 새기는 대신 파피루스 사본의 사자의 서가 사용됨
- 기원전 600년경 – 주문의 순서가 표준화된 시기
- 기원후 42–553년 – 기독교가 이집트로 확산되어 토착 종교를 점차 대체하며, 잇따른 황제들이 번갈아 가며 용인하거나 억압하다가 533년에 유스티니아누스 황제의 명령으로 필레의 마지막 신전(또한 기원후 452년의 마지막 알려진 데모틱 종교 비문 유적지)이 폐쇄됨
- 기원후 2세기 – 사자의 서의 마지막 사본이 제작되었을 가능성이 있지만, 역사상 기록이 부족한 시대임
- 기원후 1798년 – 나폴레옹의 이집트 침공으로 고대 이집트에 대한 유럽의 관심이 고조됨; 1799년, 도미니크 비방 드농이 사자의 서 사본을 손에 넣음
- 기원후 1805년 – 장 마르셀 카데트가 18개의 판에 사자의 서를 최초로 출판함, "테베의 왕들의 무덤에서 발견된 파피루스 두루마리의 그림 복사본(Copie figurée d'un rouleau de papyrus trouvé à Thèbes, dans un tombeau des rois)"[73]
- 기원후 1822년 – 장프랑수아 샹폴리옹이 고대 이집트 상형문자 해독의 열쇠를 발표하고, 이후 1832년 사망 후 출판된 그의 저서에서 가장 광범위하게 발전시킴
- 기원후 1842년 – 렙시우스가 사자의 서에 대한 최초의 주요 연구를 출판하고, 주문 또는 장의 번호를 매기기 시작하며, "사자의 서"라는 이름을 널리 알림[74]

## 같이 보기
- 이집트 신화
- 재판
- 가루다 푸라나
- 바르도 퇴돌 (티베트 사자의 서)
- 고대 이집트의 파피루스 목록
- 고대 이집트 문화의 유령
- 메제드
- 케나

### 인용
1. ↑  Taylor 2010, p.54
2. ↑  The Egyptian Book of the Dead by Anonymous (2 Jun 2014) ...with an introduction by Paul Mirecki (VII)
3. ↑  Allen, 2000. p.316
4. ↑  Taylor 2010, p.55; or perhaps Utterances of Going Forth by Day, D'Auria 1988, p. 187
5. ↑  Faulkner p. 54
6. 1 2 3 4  Taylor 2010, p. 54
7. ↑  D'Auria et al p.187
8. ↑  Taylor 2010, p.34
9. ↑  Taylor 2010, p. 55
10. ↑  Taylor 2010, p.35–7
11. ↑  Taylor 2010, p.57–8
12. ↑  Taylor 2010, p.59 60
13. ↑  Taylor 2010, p.51
14. ↑  Faulkner 1994, p.145; Taylor 2010, p.29
15. 1 2 3  Faulkner 1994, p.18
16. ↑  Taylor 2010, p.51, 56
17. ↑  Hornung 1999, p.14
18. 1 2 3  Faulkner 1994, p.146
19. 1 2  Faulkner 1994, p.145
20. 1 2  Taylor 2010, p.30
21. ↑  Taylor 2010, p.32–3; Faulkner 1994, p.148
22. ↑  Taylor 2010, p.30–1
23. ↑  Pinch 1994, p.104–5
24. ↑  Taylor 2010, p.55
25. ↑  Barguet, Paul (1967). 《Le Livre des morts des anciens Égyptiens》 (프랑스어). Paris: Éditions du Cerf.
26. 1 2  Faulkner 1994, p.141
27. ↑  Taylor, p.58
28. ↑  Taylor 2010, p.16-17
29. ↑  Taylor 2010, p.17 & 20
30. ↑  예: 주문 154. Taylor 2010, p.161
31. ↑  Taylor 2010, p.163-4
32. ↑  Taylor 2010, p.163
33. ↑  Taylor 2010, p.17, 164
34. ↑  Taylor 2010, p.164
35. ↑  Taylor 2010, p.17
36. ↑  주문 100~2, 129~131, 133~136. Taylor 2010, p.239~241
37. ↑  주문 109, 110, 149. Taylor 2010, p.238~240
38. ↑  Taylor 2010, p.242~245
39. ↑  Taylor 2010, p.143
40. ↑  Taylor 2010, p.135
41. ↑  Taylor 2010, p.136–7
42. ↑  Taylor 2010, p. 188
43. ↑  Taylor 2010, p. 184–7
44. ↑  Coogan, Michael D. (2013). 《A Reader of Ancient Near Eastern Texts: Sources for the Study of the Old Testament,"Negative Confessions"》. New York: Oxford University Press. 149–150쪽.
45. ↑  Taylor 2010, p. 208
46. ↑  Taylor 2010, p.209
47. ↑  Taylor 2010, p.215
48. 1 2  Taylor 2010, p.212
49. 1 2  Faulkner 1994, p.14
50. ↑  Taylor 2010,p.204–5
51. ↑  Pinch 1994, p.155
52. ↑  Taylor 2010, p. 62
53. 1 2  Faulkner 1994, p. 142
54. 1 2 3  Taylor 2010, p. 264
55. ↑  Taylor 2010, p. 62–63
56. ↑  Taylor 2010, p. 267
57. ↑  Taylor 2010, p. 266
58. 1 2  Taylor 2010, p. 270
59. ↑  Taylor 2010, p. 277
60. ↑  Taylor 2010, p. 267–8
61. ↑  Taylor 2010, p. 268
62. ↑  Faulkner 1994, p.13
63. ↑  Taylor 210, p.288 9
64. ↑  "Egypt's Place in Universal History", Vol 5, 1867
65. ↑  Taylor 2010, p.289 92
66. ↑  Taylor 2010, p.291
67. ↑  Hornung 1999, p.15–16
68. ↑  Müller-Roth 2010, p.190-191
69. ↑  Das Altagyptische Totenbuch: Ein Digitales Textzeugenarchiv (external link)
70. ↑  Müller-Roth 2010, p.191
71. ↑  Taylor 2010, p.292–7
72. ↑  Jarus, Owen (2023년 1월 26일). “52-foot-long Book of the Dead papyrus from ancient Egypt discovered at Saqqara”. 《livescience.com》. 2023년 2월 24일에 확인함.
73. ↑  Cadet, Jean-Marcel (1805). 《Copie figurée d'un rouleau de papyrus trouvé à Thèbes, dans un tombeau des rois》. Paris: Levrault, Schoell & Cie.
74. ↑  Kemp, Barry (2007). 《How to Read the Egyptian Book of the Dead》. New York: Granta Publications. 112–113쪽.

### 참고 문헌
- 앨런, 제임스 P., 중세 이집트 – 상형문자의 언어와 문화 입문, 초판, 케임브리지 대학 출판부, 2000. ISBN 0-521-77483-7
- 포크너, 레이먼드 O (번역); 폰 다쏘, 에바 (편집), 이집트 사자의 서, 낮으로 나아가는 서. 아니 파피루스의 완전하고 진정한 첫 발표. 크로니클 북스, 샌프란시스코, 1994.
- 호르눙, 에리크; 로턴, D (번역), 고대 이집트의 내세 서적. 코넬 대학교 출판부, 1999. ISBN 0-8014-8515-0
- 뮐러-로트, 마르쿠스, "사자의 서 프로젝트: 과거, 현재, 미래." 대영박물관 고대 이집트 및 수단 연구 15 (2010): 189–200.
- 핀치, 제럴딘, 고대 이집트의 마법. 대영박물관 출판부, 런던, 1994. ISBN 0-7141-0971-1
- 테일러, 존 H. (편집), 고대 이집트 사자의 서: 내세로의 여정. 대영박물관 출판부, 런던, 2010. ISBN 978-0-7141-1993-9

## 더 읽어보기
- 앨런, 토마스 조지, 이집트 사자의 서: 시카고 대학교 동양 연구소 박물관 소장 문서. 시카고 대학교 출판부, 시카고 1960.
- 앨런, 토마스 조지, 사자의 서 또는 낮으로 나아가는 서. 고대 이집트인들이 그들 자신의 용어로 표현한 내세에 대한 생각, SAOC vol. 37; 시카고 대학교 출판부, 시카고, 1974.
- 아스만, 얀 (2005) [2001]. 고대 이집트의 죽음과 구원. 데이비드 로턴 번역. 코넬 대학교 출판부. ISBN 0-8014-4241-9
- D'Auria, S (외) 미라와 마법: 고대 이집트의 장례 예술. 보스턴 미술관, 1989. ISBN 0-87846-307-0
- 포크너, 레이먼드 O; 앤드류스, 캐롤 (편집), 고대 이집트 사자의 서. 텍사스 대학교 출판부, 오스틴, 1972.
- 랩, G, 누의 파피루스 (대영박물관 소장 사자의 서 목록). 대영박물관 출판부, 런던, 1997.
- 안제이 니빈스키(폴란드어판), 기원전 11세기 및 10세기의 테베 장례 파피루스 삽화 연구. OBO vol. 86; 우니베르시테츠베르라크, 프라이부르크, 1989.